# Davia Ardell
Davia Ardell (Las Vegas (Nevada), 17 maart 1975) is een  Amerikaanse pornoactrice die bekendstaat om haar anale-seksscènes. Daarvoor werkte zij in Las Vegas als stripster. Sinds 2007 werkt zij naast pornoactrice ook weer als stripster in clubs in de Verenigde Staten en Canada.

## Films
- Anal League
- Anal Lickers And Cummers
- Anal Lovebud
- Anal Opening And Face Soakings
- Anal Princess 2
- Anal Rippers
- Hustler Hardcore Vault 8
- Nikki Loves Rocco
- Nineteen Video Magazine 9: Yearbook Issue
- Nineteen Video Magazine 6
- Private Stories 12
- Private Stories 8
- Pure Anal 1
- Scam
- Sex Freaks 22
- Signature Of Sex
- Snatch Masters 29
- Suggestive Behavior
- True Porn Fiction
- Video Virgins 31
- Whoppers
- Young Girls Do 2: Sweet Meat